# یورونکست آمستردام
یورونکست آمستردام (انگلیسی: Euronext Amsterdam) بازار بورس اوراق بهادار هلند است، که در سال ۱۶۰۲ توسط کمپانی هند شرقی هلند تأسیس شد. امروزه سهام ۱۶۹ شرکت در بورس آمستردام دادوستد می‌شود و از زیرمجموعه‌های بورس یورونکست به‌شمار می‌آید. محل مرکزی بازار بورس آمستردام در شهر آمستردام، هلند مستقر می‌باشد.